# Laureta Temaj
Laureta Temaj (* 13. Juni 2002) ist eine kosovarische Fußballspielerin, die für die Kosovarische Fußballnationalmannschaft der Frauen und den VfB Stuttgart spielt.

## Karriere
Temaj spielte mit dem SV Alberweiler in der B-Juniorinnen-Bundesliga und debütierte am Ende der Saison 2018/19 für die erste Mannschaft des Klubs in der Süd-Staffel der Regionalliga. Im Sommer 2023 wechselte sie zum VfB Stuttgart.
In der Qualifikation für die Europameisterschaft 2022 debütierte Temaj für die Kosovarische Fußballnationalmannschaft der Frauen am 27. Oktober 2020 gegen die Niederlande, als sie in der 63. Spielminute eingewechselt wurde.